# Crematogaster aculeata
Crematogaster aculeata es una especie de hormiga acróbata del género Crematogaster, categorizada en la tribu Crematogastrini, de la subfamilia Myrmicinae. Fue descrita por Donisthorpe en 1941.

## Distribución
Se distribuye por Indonesia y Papúa Nueva Guinea.

## Hábitat
Habita en bosques de montaña. Se ha encontrado a elevaciones de 610-880 m s. n. m.